# Эрен, Хасан
Хасан Эрен (тур. Hasan Eren; 15 марта 1919, Видин, Царство Болгария — 26 мая 2007, Анкара, Турция) — турецкий лингвист, этимолог, тюрколог, лексиколог. Энциклопедист. Профессор, доктор наук (1942). Член Венгерской академии наук (с 1988).

## Биография
Окончил гимназию и лицей в родном городе. Обратил на себя внимание венгерского тюрколога Дьюлы Немета во время его научных работ в Болгарии в середине 1930-х годов. Благодаря его содействию, Х. Эрен в 1938 году поступил на отделение турецкой филологии в Будапештский университет. Одновременно изучал монголистику и угорские языки. Докторскую степень получил в 1942 году, доцент с 1946 года.
В 1948 году отправился в Анкару, где работал тюркологом в Анкарском университете. Вскоре после этого, стал занимать проблемами лексикологии в Турецком лингвистическом обществе  (тур. Türk Dil Kurumu). В 1983—1993 — председатель этого Общества, занимавшегося исследованием как турецкого литературного языка, так и турецких диалектов.
С 1985 года — главный редактором турецкой энциклопедии Türk Ansiklopedisi.
На протяжении всей жизни Эрен поддерживал тесные связи с научным миром Венгрии. Получил ряд венгерских наград. В 2000 году за его вклад в развитие и изучение венгерского языка стал кавалером венгерского гражданского ордена Заслуг.
Основным направлением научно-исследовательской деятельности Х. Эрена была лексикология.
Наиболее известным трудом в этой области стал его «Турецкий этимологический словарь» (тур. Türk Dilinin Etimolojik Sözlüğü).